# Hans Curschmann
Pour les articles homonymes, voir Curschmann.
Hans Heinrich Curschmann (né le 14 août 1875 à Berlin et mort le 1er mars 1950 à Rostock) est un médecin interniste et neurologue universitaire allemand.

## Biographie
Il est le fils de l'interniste Heinrich Curschmann et de son épouse Margarethe, née Lohde. De 1891 à 1895, il fréquente le lycée royal (Königliche Gymnasium) de Leipzig, puis effectue ses études de médecine à l'université Albert Ludwig de Fribourg-en-Brisgau, à l'université de Leipzig et à l'Université Louis-et-Maximilien de Munich. En 1900 il obtient son doctorat en médecine et exerce jusqu'en 1907 en pathologie à l'université de Leipzig et en médecine interne à Heidelberg, Berlin et Tübingen.
En 1906, il est nommé professeur agrégé à l'Université Eberhard Karl de Tübingen. En 1907, il est médecin-chef du service de médecine interne à l'hôpital de Mayence.
En 1916 il est professeur extraordinaire à l'université de Rostock puis, dès 1921, professeur ordinaire et directeur de la clinique de médecine.
Hans Curschmann a décrit avec l'interniste allemand Hans Steinert (1875-1911) la dystrophie myotonique de type I (DM1), également connue comme la maladie de Curschmann-Steinert.
La Curschmann-Klinik de Timmendorfer Strand qui assure les soins ambulatoires des suites d'infarctus du myocarde dans le nord de l'Allemagne porte le nom de Hans Curschmann.

## Famille
Le 17  juin 1907, à Tübingen, Curschmann épouse Klara Helene (Leni) Wendt (née le 10 juillet 1884 à Iéna, décédée le 17 juillet 1972 à Lärz), la fille du professeur de droit Otto Heinrich Gustav von Wendt. De cette union sont nés plusieurs enfants, dont :
- Otto Heinrich Curschmann, ingénieur forestier à Lärz-Ausbau  Neustrelitz.
- Hedwig Marguerite (Gretel) Curschmann, chanteuse, mariée en 1940 à Egbert Hayessen (1913-1944), membre de l'état-Major général de Berlin, qui figure parmi les participants à l'attentat du 20 juillet 1944
- Edwige Elisabeth Curschmann, assistante technique dans différents Hôpitaux, notamment à Bad Driburg
- Jeanne Helene (Hanna) Curschmann, assistante en radiologie, épouse de Fritz Robert Reppechen, un négociant de Hambourg,  Luftwaffenattaché de l'ambassade d'allemagne en Espagne et colonel des forces Aériennes
- Hans Friedrich Heinrich, médecin aspirant et sous-officier sanitaire

## Œuvres
- Über familiäre atrophische Myotonie. Deutsche Zeitschrift für Nervenheilkunde, 1912, 45: 161–202.
- Pathogenese und Therapie der Arteriosklerose. In: Abh Stoffwechselkrk, Halle, 1921.
- Nervenkrankheiten. In Klin Lehrk d M m W; Band 2. München 1924.
- Die Hypothyreosen der Erwachsenen. In: Handbuch der inneren Sekretion, volume 3. Leipzig, 1928.
- Endokrine Krankheiten. In: Med Praxis; Band 1. Dresden und Leipzig 1928.
- mit Franz Kramer: Lehrbuch der Nervenkrankheiten. Berlin, 1909; 2. Aufl. 1925
- Lehrbuch der Speziellen Therapie Innerer Krankheiten Springer Verlag 1947